# فهرست والیان میدان وردک
جدول زیر فهرست والیان ولایت میدان وردک افغانستان است.

## فهرست
| والی | والی                | والی                         | دوره | جزئیات | یاداشت |
| ---- | ------------------- | ---------------------------- | ---- | ------ | ------ |
|      | عبدالجبار نعیمی     | مارس ۲۰۰۵ ۱۲ مه ۲۰۰۸         |      |        |        |
|      | محمد حلیم فدایی     | ۲۴ ژوئیه ۲۰۰۸ ۲۰۱۲           |      |        |        |
|      | عبدالمجید خوگیانی   | ۲۰ سپتامبر ۲۰۱۲ ۲۰۱۵         |      |        |        |
|      | حیات الله حیات      | ژوئن ۲۰۱۵ آوریل ۲۰۱۶         |      |        |        |
|      | زنده گل خان زمانی   | ۱۰ مه ۲۰۱۶ ۱۷ فوریه ۲۰۱۸     |      |        |        |
|      | محمد عارف شاه‌جهان   | ۲۷ دلو (بهمن) ۱۳۹۶ عقرب ۱۳۹۷ |      |        | [ ۲ ]  |
|      | عبدالیمین مظفرالدین | ۲۶ عقرب (آبان) ۱۳۹۷ کنونی    |      |        |        |